# Petinomys vordermanni
Petinomys vordermanni är en flygekorre som först beskrevs av Fredericus Anna Jentink 1890. Den ingår i släktet Petinomys och familjen ekorrar. Inga underarter finns listade i Catalogue of Life.

## Beskrivning
Pälsen på ovansidan är nästan svart med rostfärgade hårspetsar. Kinderna är orange, kring varje öga finns en svart ring, svansen är brun med brungrå hår vid svansroten och kanten på flyghuden är ljust brungrå. Undersidan är ljust brungrå till vit. Kroppslängden är 10 till 10,5 cm, ej inräknat den omkring 10 cm långa svansen, och vikten är 35 till 38 g.

## Utbredning
Arten förekommer med flera från varandra skilda populationer i södra Myanmar, på Malackahalvön, på Borneo och på öar utanför östra Sumatra.

## Ekologi
Arten vistas främst i regnskogar i låglandet och är nattaktiv. Den är renodlat trädlevande och vistas helt i trädkronorna och på nivån just under. Förutom regnskogar förekommer den även i gummiplantager. Bohålen inrättas på mellan 0,3 och 6 meters höjd.

## Bevarandestatus
IUCN kategoriserar arten globalt som sårbar, och populationen minskar. Främsta hotet är habitatförlust till följd av skogsbruk och uppodling.